# سن-رومن، کبک
سن-رومن (به فرانسوی: Saint-Romain) شهری در منطقه شهری لو گرانیت ناحیه استری در استان کبک کانادا است. در سرشماری سال ۲۰۱۱ این شهر ۷۲۱ نفر جمعیت داشته‌است و مساحت آن ۱۱۲٫۹۲ کیلومتر مربع است.